# Dynamite Jim
Pour plus de détails, voir Fiche technique et Distribution.
Dynamite Jim est un western spaghetti hispano-italien sorti en 1966, réalisé par Alfonso Balcázar.

## Synopsis
Pendant la guerre de Sécession, les États du Nord de l'Amérique acquièrent une grande quantité d'or destinée à acheter l'alliance avec les Indiens du territoire Kiowa. Ils confient cet or à un guide. Au village où cet or doit être remis à Margaret, arrive un étranger nommé Dynamite Jim, un aventurier qui doit se faire passer pour le guide de l'or.

## Fiche technique
- Titre : Dynamite Jim[1]
- Réalisation : Alfonso Balcázar
- Scénario : Alfonso Balcázar, José Antonio de la Loma
- Musique : Nico Fidenco
- Production : Balcázar Producciones Cinematográficas, Lux Film, Producciones Cinematográficas Balcazar, SIAP
- Photographie : Víctor Monreal
- Montage : Otello Colangeli
- Effets spéciaux : Jordi Fornas
- Décors : Juan Alberto Soler
- Costumes : Berenice Sparano
- Pays :  Italie,  Espagne
- Genre : Western spaghetti
- Année de sortie : 1966
- Langue originale : espagnol
- Format d'image : 2,35 : 1
- Distribution en Italie : Delta Film
- Durée : 85 minutes
- Sorties en salle : 
  - en Italie : 12 août 1966
  - en France : 19 juin 1968[1][réf. à confirmer]

## Distribution
- Luis Dávila : Jim Farrell
- Fernando Sancho : Pablo Reyes
- Rosalba Neri : Margaret
- Aldo Sambrell : Slate
- Maria Pia Conte : Lupita
- Pajarito : vieux sans dents
- Marcello Selmi : Clint Sherwood
- Osvaldo Genazzani : Ferguson
- Miguel de la Riva : lieutenant Williams
- Carlos Miguel Solá : capitaine Trevor
- Adalberto Rossetti : soldat
- Moisés Augusto Rocha : Gurko
- Víctor Israel : concierge de l'hôtel
- José María Caffarel : Martinez
- Óscar Carreras : Carreras
- Josep Castillo Escalona : colonel Lyon
- Joaquín Díaz : Morgan